# Gammelgårdsberget
Gammelgårdsberget är ett naturreservat i Åsele kommun i Västerbottens län, beläget cirka tre kilometer från byn Torvsjö.
Området är naturskyddat sedan 2009 och 248 hektar stort. Reservatet omfattar Gammelgårdsberget topp och branta öst- och sydsluttningar. Reservatet består i branterna av gammal granskog med inslag av flerhundraåriga tallar. På toppen finns hällmarker med många grova, låga tallar.
Vid norra delen av reservatet rinner Skovelsjöbäcken ned, vars avrinningsområde är Torvsjön.